# Hema Upadhyay
Hema Upadhyay[zápis?] (roz. Hema Hirani; 18. května 1972, Vadódara – 11. prosince 2015 Bombaj) byla indická umělkyně a fotografka se sídlem v Bombaji. Byla známá fotografiemi a sochařskými instalacemi. Byla výtvarně aktivní od roku 1998 až do své smrti v roce 2015.

## Osobní život
Narodila se jako Hema Hirani ve městě Baroda, kde se v roce 1992 seznámila se svým budoucím manželem a kolegou umělcem Chintanem Upadhyayem[zápis?]. Pár se vzal v roce 1998 a usadil se v Bombaji. Pracovali společně na mnoha výstavách, než v roce 2010 podali žádost o rozvod. Oficiálně byli rozvedeni v roce 2014. Chintan se poté odstěhoval do Dillí, kde žila v jejich bytě v ulici Juhu-Tara.

## Raná díla
Hema měla svou první samostatnou výstavu s názvem Sweet Sweat Memories v Gallery Chemould, nyní Chemould Prescott road (Bombaj), v roce 2001. Výstava se skládala ze smíšených médií na papíře. Do těchto prací začlenila své vlastní fotografie, aby sdělila své představy o migraci, která se v roce 1998 přesunula do Bombaje. Autorčiny obrazy se obvykle vyznačovaly začleněním malých fotografických autoportrétů.

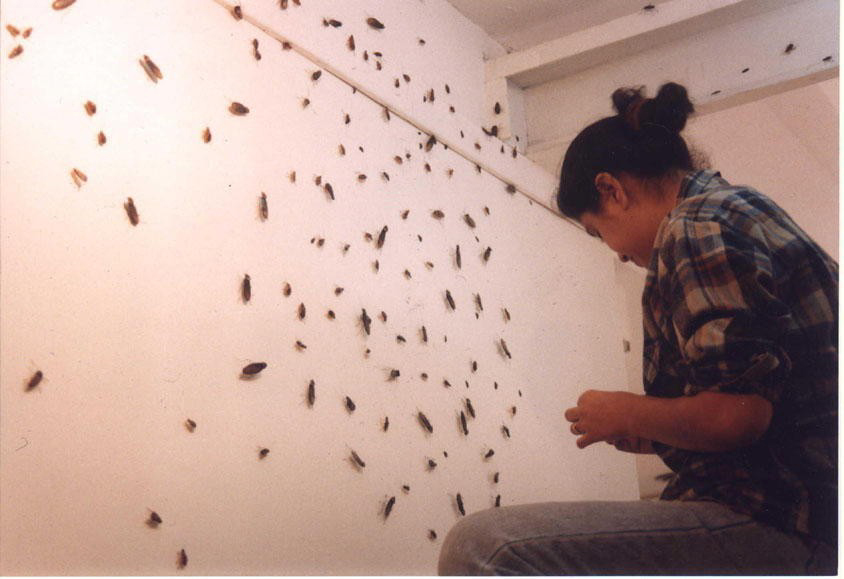
The Nymph and the Adult (Nymfa a dospělý), instalace, 2001, Artspace, Sydney, Austrálie
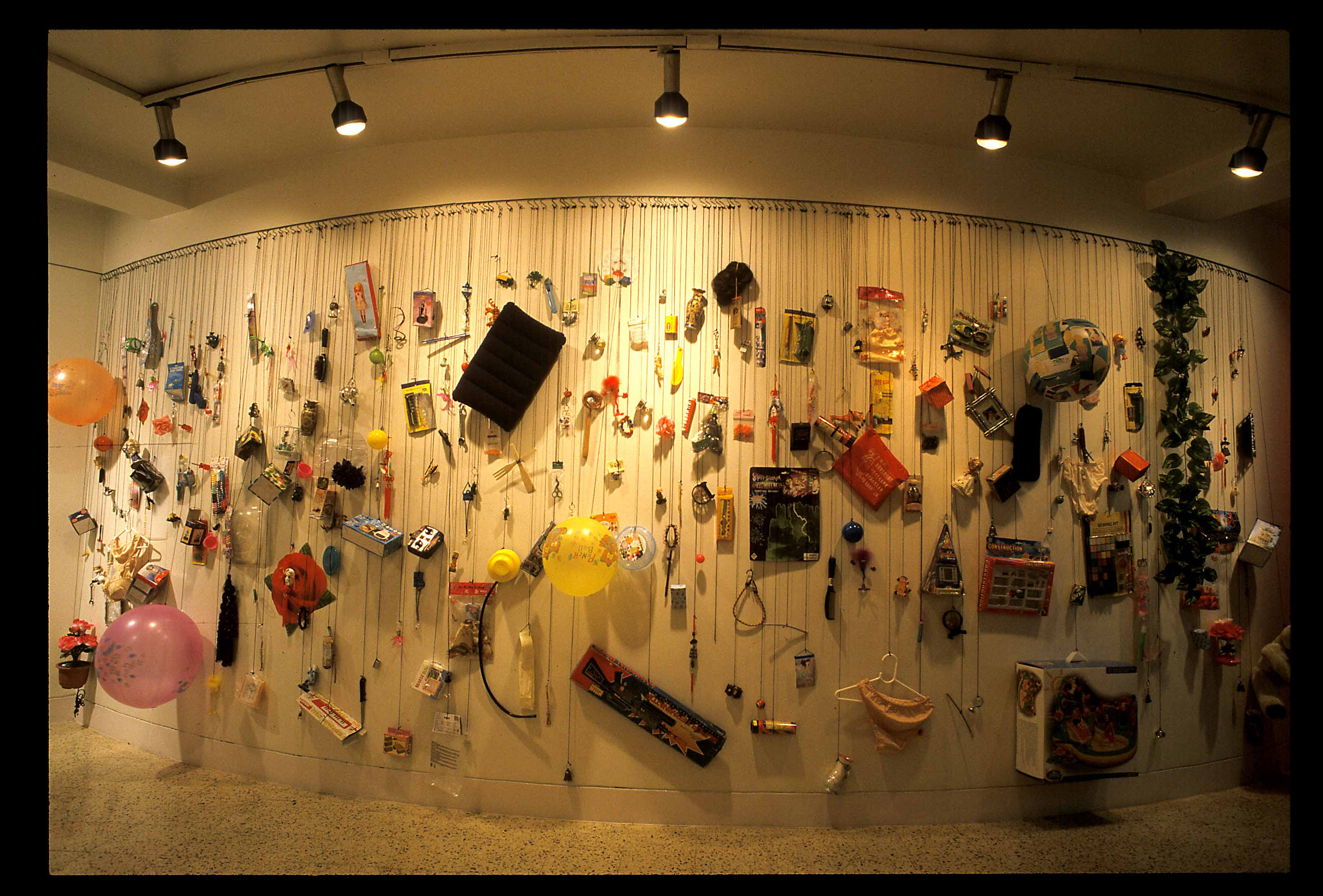
Made in China, společná instalace s Chintanem Upadhyayem, 2003, Gallery Chemould, Bombaj, Indie

V roce 2001 měla Hema svou první mezinárodní výstavu vArtspace v Sydney a na Institutu moderního umění v Brisbane v Austrálii, kde vystavovala instalaci nazvanou The Nymph and the Adult (Nymfa a dospělý), byla vystavena také na 10. mezinárodním trienále Indie v Novém Dillí), dva tisíce ručně vyřezávaných realistických švábů, se kterými „zamořila“ galerii. Cílem práce bylo přimět diváky přemýšlet o důsledcích vojenských akcí.
Ve spolupráci s Chintanem Upadhyayem zrealizovali dílo s názvem Made in China které reagovalo na masový konzum, globalizaci a ztrátu identity. Její další spolupráce byla v roce 2006, kdy spolupracovala se svou matkou Binou Hirani, práce měla název Mum-my a byla uvedena v Chicagském kulturním centru.

## Muzejní výstavy
Od roku 2004 přišla Hema Upadhyay s instalacemi, které byly součástí různých skupinových výstav v Ullensově centru současného umění v Pekingu v Číně; National Portrait Gallery Canberra, Austrálie; Centre Pompidou, Paříž, Francie; Museum on the Seam, Jeruzalém, Izrael; Muzeum MACRO, Řím, Itálie; IVAM, Valencie, Španělsko; Mart Museum, Itálie; Muzeum umění Mori, Tokio, Japonsko; Hanger Bicocca, Milán, Itálie; Kulturní centrum v Chicagu, Chicago, USA; Ecole nationale superieure des beaux arts, Paříž, Francie; Muzeum asijského umění Fukuoka, Japonsko; Japonská nadace, Tokio a Henie Onstad Kunssenter, Oslo, Norsko. Několik měsíců poté, co Hema zemřela v roce 2016, byla její práce vystavena pod tématem „Megacities Asia“ v Muzeu výtvarných umění v Bostonu.

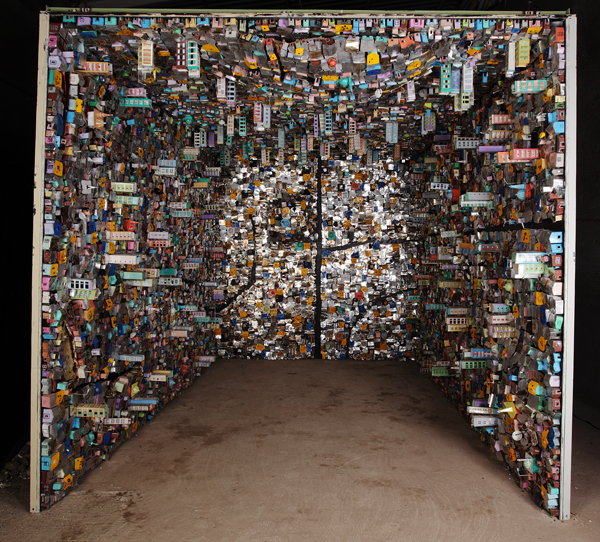
8feet × 12feet, 2009, instalace, Indian Highway
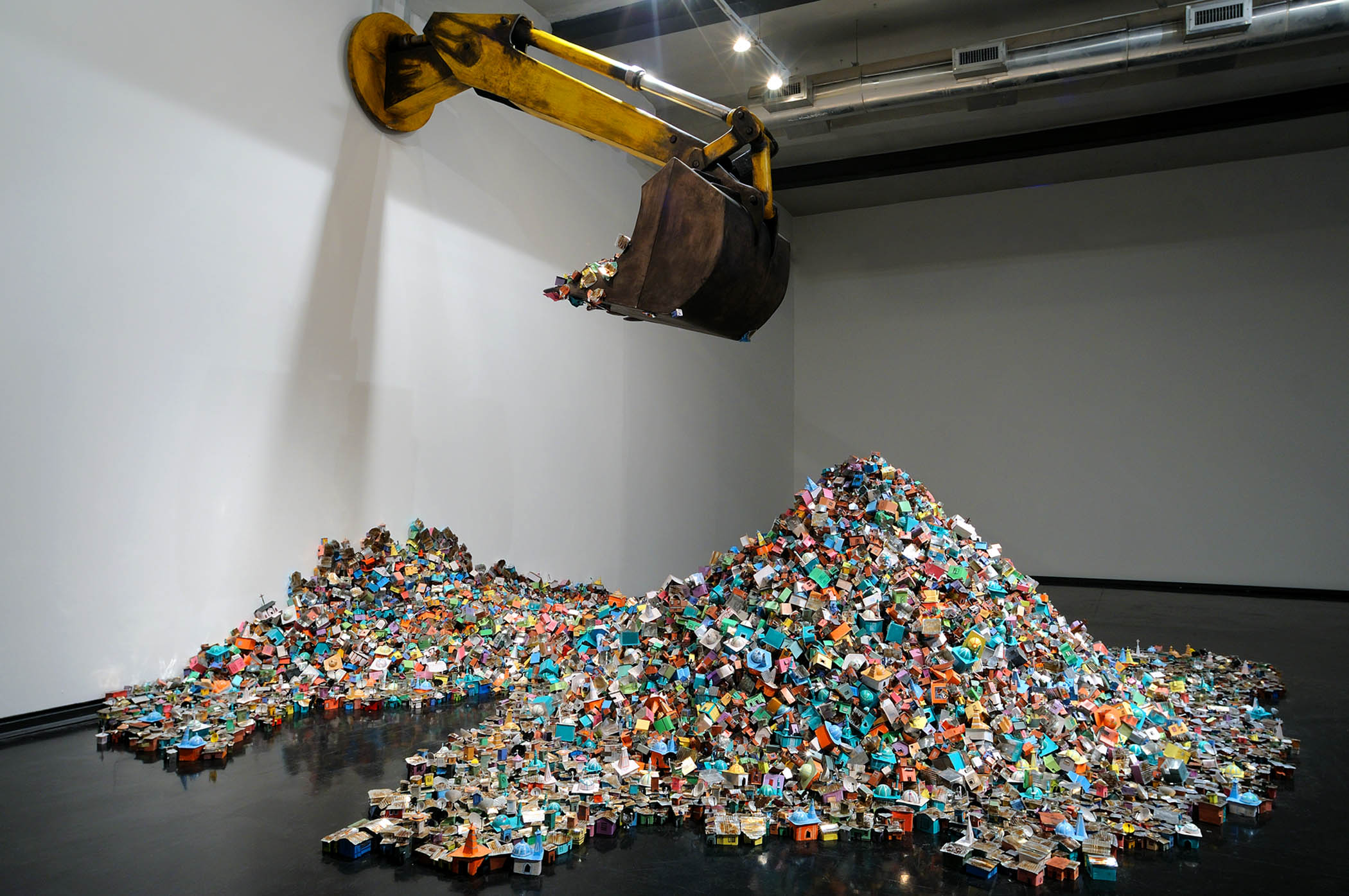
Where the bees suck, there suck I, 2009, MACRO Museum, Řím, Itálie
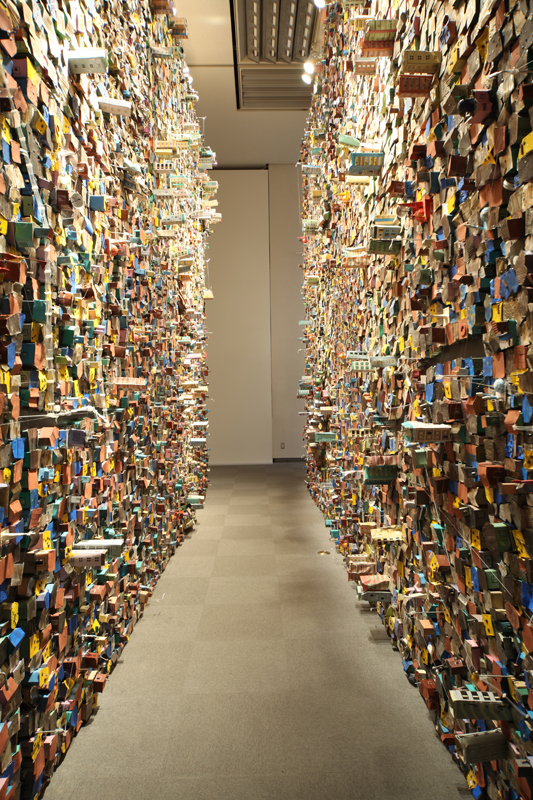
Think left, think right, think low, think tight, 2010, Aichi Triennial, Nagoja, Japonsko & Center Pompidou, Paříž, Francie, 2011

Byla jedinou indickou umělkyní, která byla součástí zahajovací výstavy pro znovuotevření muzea MACRO v Římě. Kurátorkou výstavy byla Luca Massimi Barbero, Hema vystavovala svoji instalaci s názvem Where the bees suck, there suck I.

## Rezidence a workshopy
V roce 2010 byla Hema pozvána na rezidenční pobyt do ateliéru Calder ve francouzském Sache. Tam dokončila práci Only Memory has Preservatives, která byla inspirována přírodním prostředím v Sache, ale také odrážela myšlenky, které byly součástí její praxe. Hema se pokusila replikovat les ve svém ateliéru, i když ne v doslovném smyslu. Pomocí obrázků chráněných autorskými právy určitých stromů nalezených v této oblasti vytvořila krajinářské dílo bez použití přírodních materiálů.
V roce 2003 byla součástí rezidence Vasl v Karáčí kde vytvořila dílo s názvem Loco foco motto (které později v roce 2007 vystavovala na skupinové výstavě v Hanger Bicocca v Miláně v Itálii), které reagovalo na udržení indicko-pákistánské propasti s odkazem na její vlastní rodinnou historii související s rozdělením Indie. Dílo bylo také odklonem od její symbolické ochranné známky, bylo více řemeslně orientované, protože na výrobu lustrů používala zápalky a lepidlo. Postaveny z tisíců kousků nezapálených zápalek sestavených do propracovaných lustrů, které ztělesňují důležitý prvek hinduistického rituálu, který symbolizuje stvoření a zničení.
Její pozdější práce představovala vzorované povrchy, které citovaly z indické duchovní ikonografie a tradičního textilního designu s názvem Killing Site. Dream a wish-wish a dream (2006) byla první rozsáhlá instalace, kterou Hema provedla. Na první pohled se zdá, že její instalace je pouze bombajskou krajinou; ve skutečnosti se však jedná o prohlášení o měnícím se prostředí migrantů, které tvoří Bombaj.

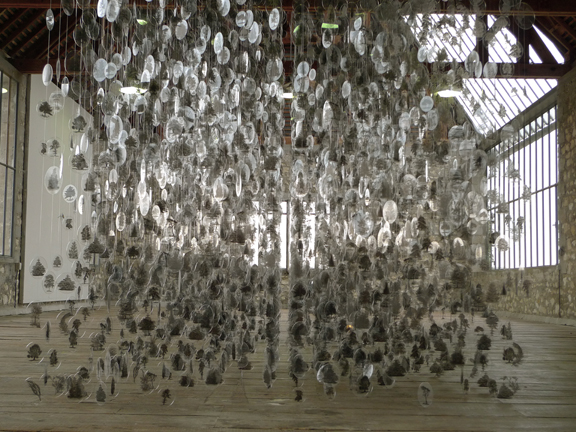
Only Memory has Preservatives, 2010, Atelier Calder, Sache, Francie
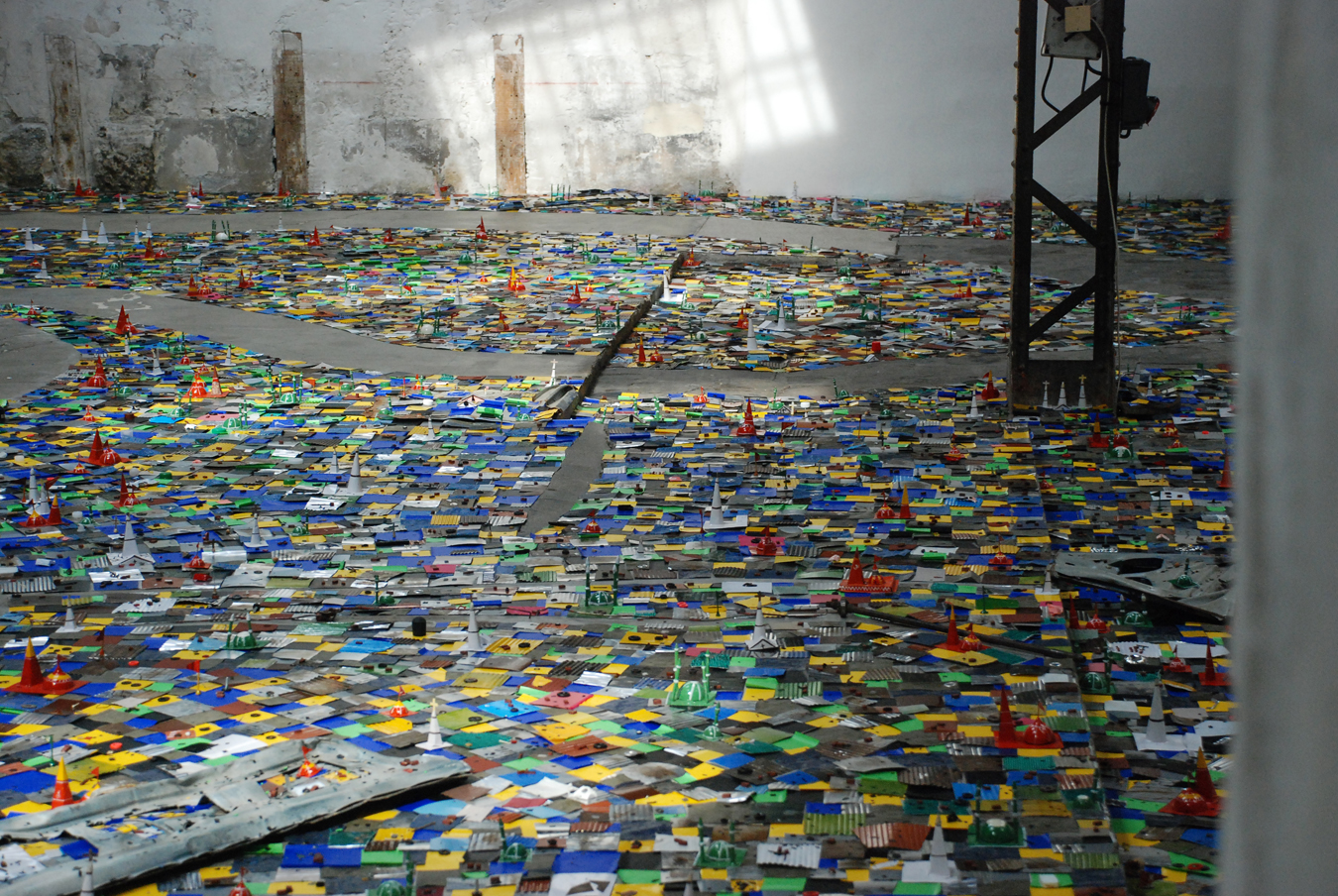
Moderniznation, 2011, Espace Topographie de l'Art, Festival D 'Automne a Paris, Paříž, Francie
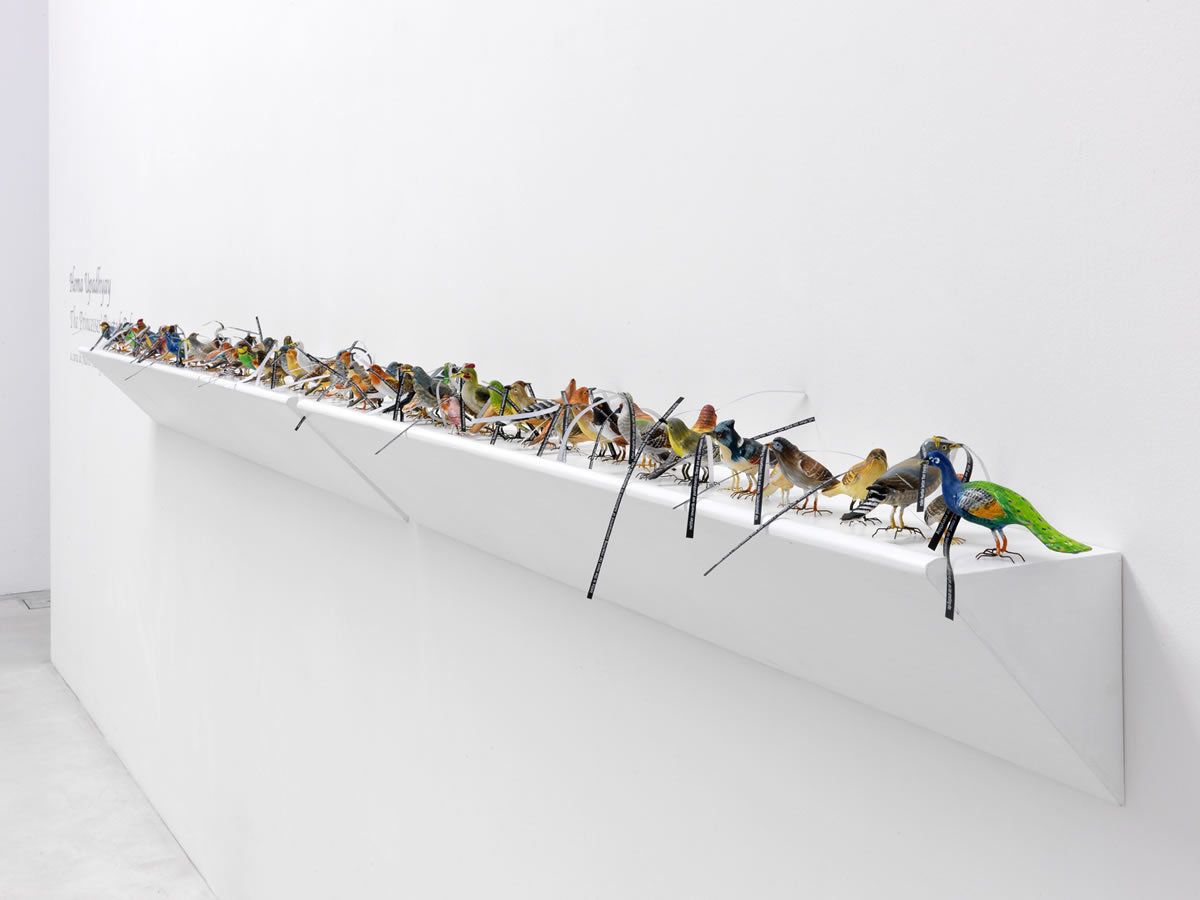
The Princesses' Rusted Belt, 250 ručně vyrobených hliněných ptáků, železný drát, akryl, akvarely, bavlněná nit a text na tištěném papíru, různé rozměry, 2011, Studio La Citta, Verona, Itálie
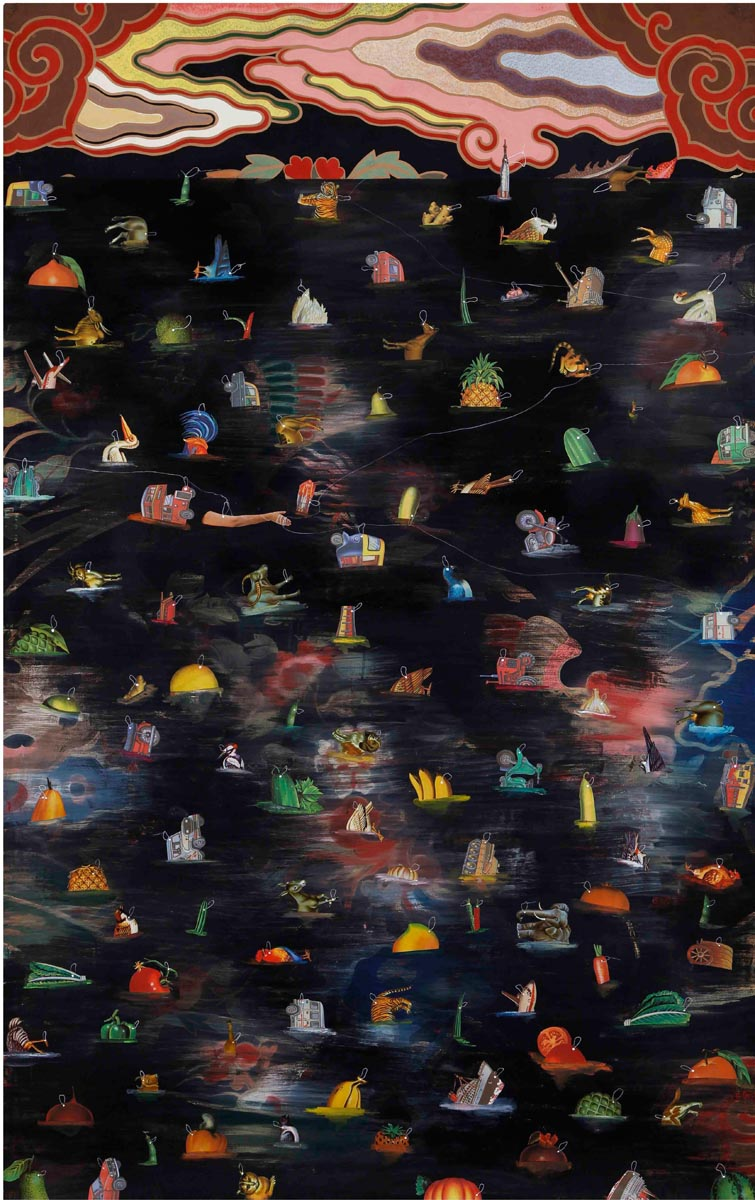
The Princesses' Rusted Belt, různý materiál, papír, 72 x 48", 2011, Studio La Citta, Verona, Itálie
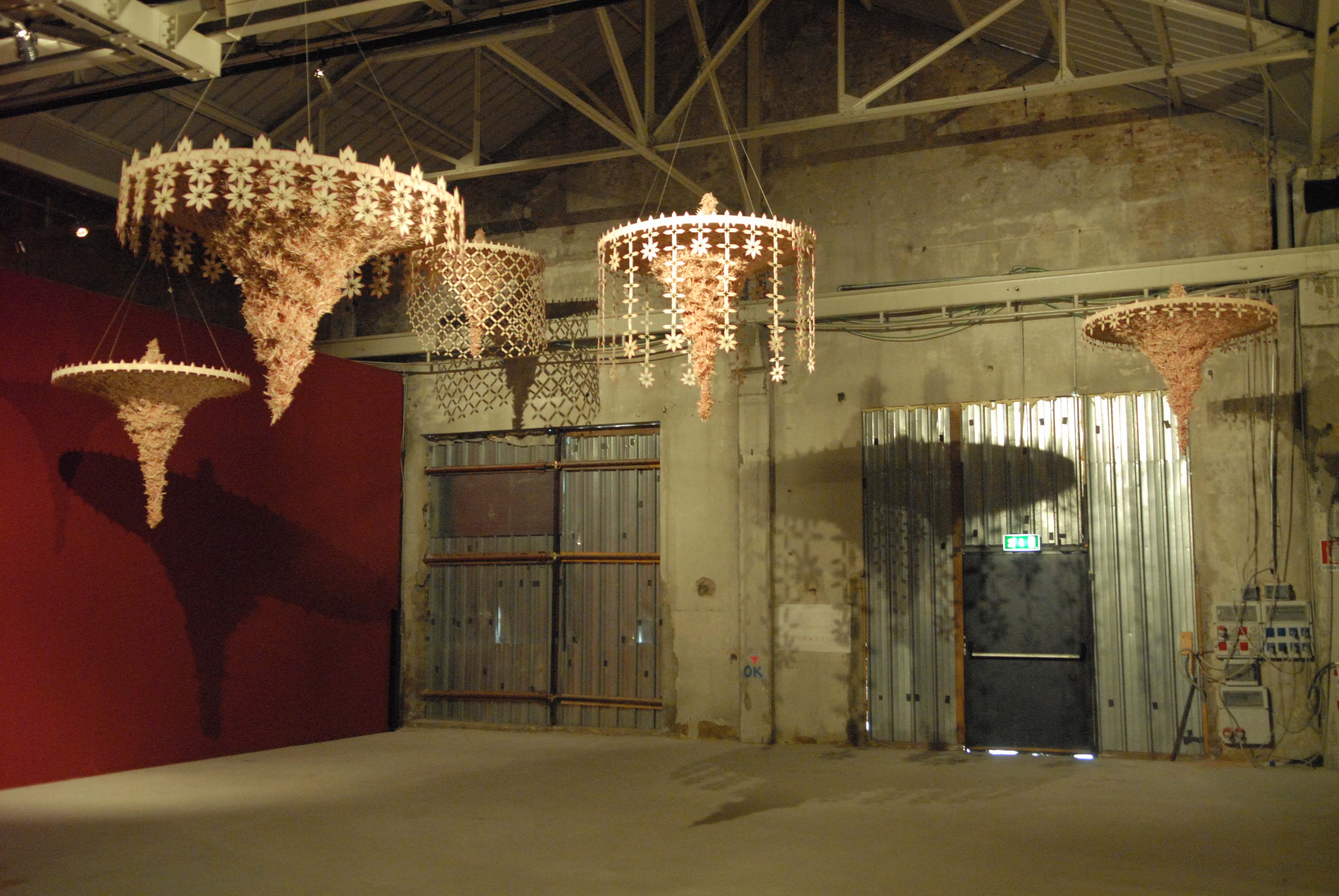
Loco foco motto, 2007, Hanger Bicocca, Milán, Itálie
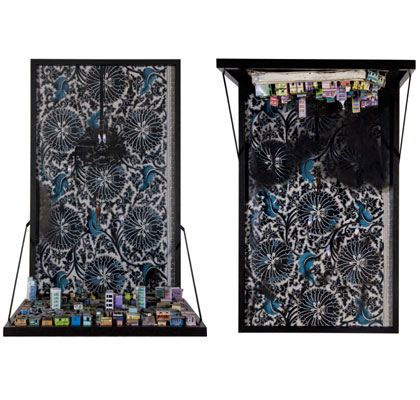
Killing Site, 2008, Studio La Citta, Verona, Itálie
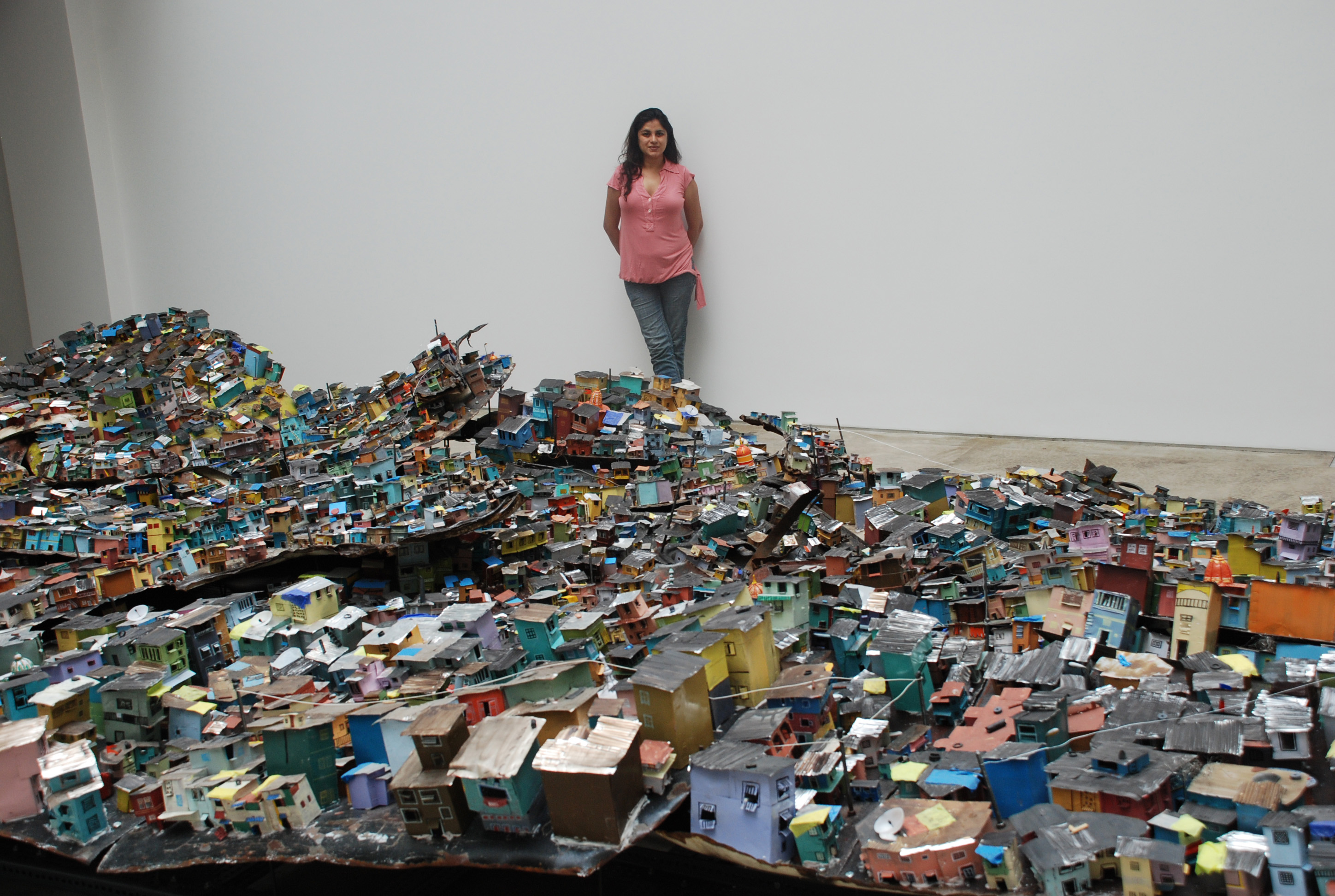
Dream a wish – wish a dream, 2006

## Výstavy

### Samostatné
- 2012 Extra Ordinary, Faculty of Fine Arts Baroda a Vadehra Art Gallery, Nové Dillí
- 2012 Mute Migration, Art Gallery of New South Wales, Sydney, Austrálie
- 2011–12 Princesses Rusted Belt, Studio La Citta, Verona, Itálie (Ex Cat)
- 2011 Moderniznation, Espace Topographie de l'Art, Festival D' Automne a Paris, Paříž
- 2009 Where the bees suck, there suck I, znovuotevření muzea MACRO, Řím, Itálie
- 2008–09 Yours Sincerely, Gallery Nature Morte, Nové Dillí
- 2008 Universe revolves on, Singapore Tyler Print Institute, Singapur (Ex. Cat)
- 2004 Underneath, Gallery Chemould, Bombaj (Ex. Cat)
- 2001–02 The Nymph and the Adult, Institute of Modern Art, Brisbane (Ex. Cat)
- 2001 Sweet Sweat Memories, Gallery Chemould, Bombaj (Ex. Cat)
- 2001 The Nymph and the Adult, Art Space, Sydney

### Skupinové
Podle zdroje:
- 4th International Print Biennale, Bharat Bhavan, Bhópál, 1997
- Prithvi Art Gallery, Bombaj, 1998
- Secret Life of Objects, Lakeeran Gallery, Bombaj, 2000
- Exchanging Territories, Shridharani Gallery, Nové Dillí, 2001
- X International Triennale, Lalit Kala Academi, Nové Dillí, 2001
- Transfiguration, Art Inc, India Habitat Center, Nové Dillí, 2002
- crossing generations: diVERGE, Gallery Chemould, Bombaj, 2003
- Loco-Foco-Motto, instalace provedená ze zápalek, International Artists' Residency, Karáčí, Pákistán, 2003
- Parthenogenesis, Ivan Dougherty Gallery, Sydney, Austrálie, 2003
- The Tree from the Seed, Hennie Onstad Kunssenter, Oslo, Norsko, 2003
- Have We Met, Japan Foundation Forum, Tokio, Japonsko, 2004
- Indian Summer, Ecole Nationale Superieure des Beaux Arts, Paříž, 2005
- Indian Contemporary Art, Chelsea college of Art, Londýn, 2005
- Present Future, NGMA, Bombaj, 2005
- Parallel Realities-Asian Art Now, The 3rd Fukuoka Asian Art Triennale, Blackburn Museum, Blackburn, UK, 2006
- Long Happy Hours and Thereby Happiness and Other stories, the Museum Gallery, Bombaj, 2006

## Rezidenční programy
- 2010 Atelier Calder, Sache, Francie
- 2008 Singapore Tyler Print Institute, Singapur
- 2007 Matrace Factory, Pittsburgh, USA
- 2003 Vasl International Artists Residency, Karáčí
- 2001 Art Space, Sydney

## Smrt
Hema Upadhyayová a její právník Haresh Bhambani[zápis?] byli zabiti v pátek 11. prosince 2015, údajně kvůli finančnímu sporu.
Bhambhani zastupovala Hemu před soudními spory proti jejímu bývalému manželovi Chintanovi. Po podání žádosti o rozvod v roce 2010 žili Chintan a Hema až do svého rozvodu v roce 2014 v různých pokojích svého bytu v Bombaji. V roce 2013 podala Hema proti Chintanovi trestní oznámení za obtěžování a obvinila ho z malování obscénních skic na stěny jejich mumbijského bytu. Zastoupená Bhambhanim případ prohrála poté, co soud rozhodl, že Chintanova ložnice byla jeho osobním prostorem. Po jejich rozvodu se Chintan přestěhoval do Dillí. Bhambani zastupoval Hemu v jiném případě, který požadoval výživné : Hema požadovala výživné ve výši 200 000 ₹ měsíčně (asi 60 500 Kč); soud však tuto částkusnížil na 40 000 ₹ měsíčně (asi 12 100 Kč). V den jejich zavraždění Chintan zaplatil Bhambhanimu 200 000 ₹ v rámci výplaty výživného.
Hema zadala výrobu svého uměleckého díla Vidyadharovi Rajbharovi (alias Gotu), majiteli Vanshraj Arts. Své umělecké dílo uložila také v jeho skladišti. Vidyadharova rodina měla blízký vztah s rodinou jejího bývalého manžela Chintana. Vidyadharův otec Vanshraj ho vlastně pojmenoval po Chintanově otci. Když Vidyadharův otec onemocněl a čelil finančním potížím, zaplatil Chintan jeho léčebné výdaje ve výši více než 500 000 ₹ (asi 150 000 Kč). Chintan také sponzoroval Vidyadharovo studium umělecké výroby v Džajpuru. Podle Vidyadharových spolupracovníků dlužila Hema Vidyadharovi nějaké peníze a ten rezidenci Hemy několikrát navštívil, a požadoval od ní platbu. Podle policejních vyšetřovatelů však byl Vidyadhar těžce zadlužen a bral si půjčky od Hemy, Chintana a dalších. Hemě dlužil 200 000 ₹ (asi 60 500 Kč). V den vraždy zavolal Hemu do svého skladiště Kandivali a tvrdil, že má nějaké videozáznamy, které by mohly posílit její případ proti Chintanovi. Hema vzala Bhambhaniho, aby důkazy prověřili.
Dne 11. prosince, v den vraždy, zavolala Hema kolem 18.30 svému pomocníkovi v domácnosti Lalitu Mandalovi a informovala ho, že bude večeřet venku. Bhambhani opustil svůj dům ve čtvrti Matunga kolem 18:00 a řekl své rodině, že má schůzku s klientem v Andheri. Ti dva se setkali ve studiu Hema v Andheri. Kolem dvacáté hodiny odjeli do Kandivali, aby se setkali s Vidyadharem. Vidyadhara ve skladu doprovázeli jeho spolupracovníci Azad Rajbhar, Pradeep Rajbhar a Shiv Kumar Rajbhar (také známý jako Sadhu). Měli v plánu vyděsit Hemu pomocí ubrousku napuštěného chemikálií. Předpokládá, že šlo o chloroform (používaný k čištění forem soch) nebo pesticid (který Vidyadhar pořídil od svého bratra). Vidyadhar držel Hemu zezadu, zatímco Azad jí držel ubrousek na ústech. Když Bhambhani zasáhl, Shiv a Pradeep ho přemohli. Zpočátku měli Bhambhaniho svázaného pouze pomocí lan a lepicích pásek, ale když si uvědomili, že chemikálie Hemu zabila, zabili také Bhambhaniho jako svědka.
Rajbharové zabalili mrtvá těla do kartonových krabic, které používali k přepravě uměleckých děl. Poté převezli těla do kanalizace (nullah) v pronajatém kamionu, který řídil Vijay Kumar Rajbhar. Vidjadhar a Šiv se poté rozhodli uprchnout do své rodné vesnice v Uttarpradéši. Chytili vlak z Dadaru do Varanasi kolem 21:30. Když dojeli do Itarsi, Vidyadhar řekl Shivovi, že se chce vzdát a vystoupil z vlaku.
Muzeum umění v Bostonu truchlilo nad smrtí Hemy. Její práce měla být vystavena v muzeu několik měsíců poté, co zemřela.

### Policejní vyšetřování
Když se Hema v noci nevrátila domů, její pomocník v domácnosti Mandal se ji pokusil kontaktovat, ale měla vypnutý mobilní telefon. Poté kontaktoval její příbuzné a přátele. Následujícího rána zaregistroval Hemu jako pohřešovanou osobu. Bhambaniho rodina také zjistila, že je její telefon vypnutý a také ji začala pohřešovat.
V sobotu kolem 19:30 si zametač všiml lidské ruky v krabicích plovoucích v odtoku naproti krematoriu v oblasti Dahanukar Wadi v Kandivali. Zalarmoval policii, která krabice z kanalizace vyndala. Těla byla zabalena do průhledných polyuretanových fólií a dána do kartonových krabic. Byli nazí až na spodní prádlo. Těla se nerozložila a policie dokázala oběti identifikovat. Na základě záznamů CCTV a záznamů hovorů policie zjistila, že se tito dva setkali v jejím ateliéru v Andheri a odjeli v Bhambhaniho autě. Poslední hovor z Bhambaniho mobilního telefonu, kolem 20:30, byl vysledován v Kandivali.
Policie zjistila výrobní údaje a číslo šarže z lepenkových krabic. To kromě záznamů podrobností o volání obětí vedlo policii k Vidyadharově firmě v oblasti Laljipada v Kandivali. Po analýze kamerových záznamů z některých domů v oblasti zatkla policie Vijaye, řidiče kamionu. Vijay dal policii informace o dalších podezřelých, ale trval na tom, že nevěděl, že uvnitř krabic jsou mrtvá těla. Policie poté zatkla Azada a Pradeepa.
Speciální pracovní skupina (STF) uttarpradéšské policie zatkla Shiva Kumara na cestě ze stanice Varánásí do rodné vesnice Gosaipur. STF prověřila jeho bankomatové karty, SIM karty a další dokumenty patřící Hemovi a Bhambhanimu. K vraždám se přiznal. Vidyadhar je v současné době na svobodě. Policie Chintana jako podezřelého zcela nevyloučila kvůli jeho blízké známosti s Vidyadharem. Záznam o podrobnostech hovoru (CDR) Chintanova telefonu ukázal, že si oba muži vyměnili několik hovorů čtrnáct dní před vraždami. Rodina Hemy i policie mají podezření, že Chintan Vidyadharovi za vraždu zaplatil. V únoru 2016 skupina 61 umělců požadovala jeho propuštění s argumentem, že policie proti němu nenašla žádné důkazy.